# 馬雷克·托爾奇克
馬雷克·托爾奇克（捷克語：Marek Torčík，1993年4月27日—）是捷克詩人、小說家和專欄作者。

## 生平
他畢業於普熱羅夫 Jan Blahoslav 文法學校。他擁有布拉格查理大学的英語文學與文化碩士學位。他2016年以詩人身份出道，出版了處女作詩集《根莖》（Rhizomy）。2023 年，他出版了首部小說《你打破了記憶》（Rozložíš paměť）。這本書講述一位同性戀者在保守小鎮中複雜的成長歷程，於2024年贏得 Magnesia Litera 散文小說獎，並隨後獲得 Jiří Orten 獎。
兩位審稿人Jan Bělíček 和 Eva Klíčová 在 A2larm.cz 網站上這樣評論其作品：「托爾奇克在他支離破碎的敘述中吸收了普熱羅夫的氣氛、荒涼的工業區以及一切在精神上束縛其居民的事物。這位自傳式英雄也要應對曾被因為是同性戀和來自極度貧困環境而受到霸凌的創傷回憶。」
他公開自己是同性戀。

## 作品
- 《根莖》（Rhizomy）
- 《你打破了記憶》（Rozložíš paměť）